# Christoph Beez von Beezen

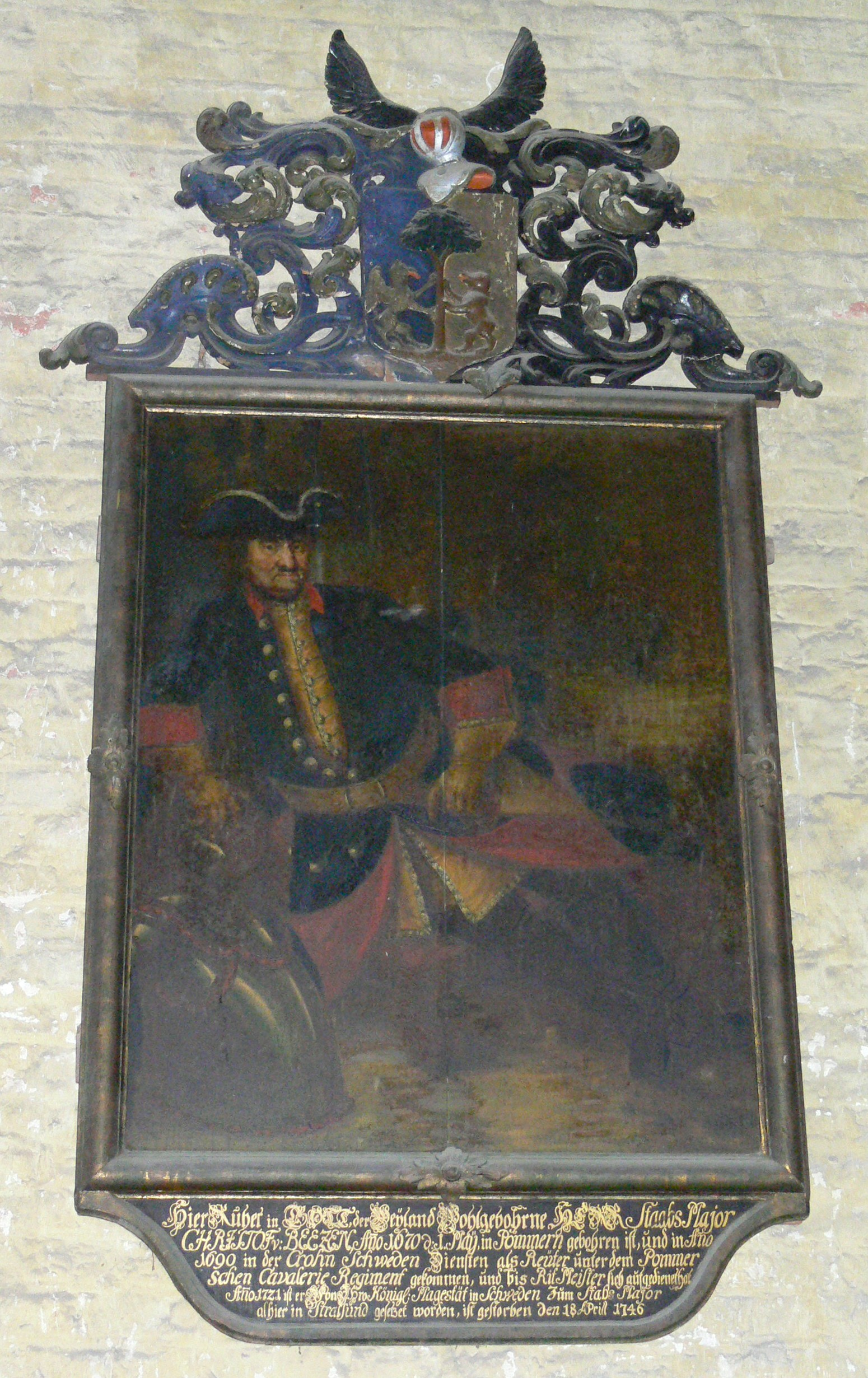
Epitaph für Christoph von Beezen in der Marienkirche in Stralsund

Christoph Beez von Beezen (* 1. Mai 1670 in Pommern; † 18. April 1746) war ein Stabs- und Platzmajor der Festung Stralsund von 1721 bis 1746. Bereits seit 1690 stand er in schwedischen Diensten, nach verschiedenen Beförderungen wurde er 1721 zum Stabsmajor ernannt.
Seine Nobilitierung (rittermäßiger Adelsstand) erfolgte am 27. Januar 1734 in Wien.